# Skrøbelev Sogn
Skrøbelev Sogn ist eine Kirchspielsgemeinde (dän.: Sogn) auf der Insel Langeland im Großen Belt im südlichen Dänemark. Bis 1970 gehörte sie zur Harde Langelands Nørre Herred im damaligen Svendborg Amt, danach zur Rudkøbing Kommune im Fyns Amt, die im Zuge der Kommunalreform zum 1. Januar 2007 in der Langeland Kommune in der Region Syddanmark aufgegangen ist.
Im Kirchspiel leben 680 Einwohner (Stand: 1. Januar 2023). Im Kirchspiel liegt die Kirche „Skrøbelev Kirke“.
Nachbargemeinden sind im Norden Rudkøbing Sogn und Simmerbølle Sogn, im Osten Longelse Sogn und im Süden Fuglsbølle Sogn.